# Мельничук Степан Онуфрійович
Степан Онуфрійович Мельничук (19 грудня 1898, с. П'ядики, Австро-Угорщина — 11 листопада 1922, м. Чортків, Польща) — український і радянський військовий діяч, диверсант, один з керівників більшовицького диверсійного загону, укомплектований комунізованими галичанами, озброєних і перекинутих з території УСРР на контрольовані Польщею терени Галичини в жовтні 1922 для проведення пропагандистської та диверсійної роботи напередодні виборів до польського Сейму 1922 року.

## Життєпис
Навчався в українських гімназіях міст Коломия та Львів.
У 1916 вступив до Легіону УСС (хорунжий), з яким воював під містами Львів і Бережани, містечком Тлусте (нині смт Товсте Чортківського району). У 1920 — командир сотні 1-го полку 1-ї бригади ЧУГА; командир 4-ї сотні 402-го Галицького радянського полку, що базувався в містах Умань, Бердичів. На початку жовтня 1922 року разом із Петром Шереметою та Іваном Цепком очолив диверсійний загін (50 осіб) «Червона дванадцятка», який здійснив пропагандистський та диверсійний рейд територіями Тернопільських і Львівських воєводств.
У листопаді 1922 року польський військово-польовий суд засудив до розстрілу; страчений у Чортківській тюрмі.

## Пам'ять
Іменем Степана Мельничука названа вулиця у Чорткові.
Також, у місті Львова існувала вулиця Мельничука, перейменована 18 серпня 2022 року на честь Євгена Лисика, українського театрального художника.